# Przewalski-Lemming
Der Przewalski-Lemming (Eolagurus przewalskii) ist eine Nagetierart aus der Unterfamilie der Wühlmäuse (Arvicolinae). Sie kommt im Norden Chinas und in der Mongolei vor. Benannt ist die Art nach dem russischen Offizier und Forschungsreisenden Nikolai Michailowitsch Prschewalski.

## Merkmale
Der Przewalski-Lemming erreicht eine Kopf-Rumpf-Länge von 12,5 bis 13,0 Zentimeter mit einem Schwanz von 11 bis 15 Millimeter Länge. Die Hinterfußlänge beträgt 19 bis 22 Millimeter, die Ohrlänge etwa 7 Millimeter. Das Rückenfell ist blass sandfarben braun, die Körperseiten sind sandgelb und gehen in die weiße Bauchseite über, die an einigen Stellen der Kehle und am Abdomen einzelne graue Haare aufweisen kann. Die Oberseite der Füße und die Behaarung der Sohlen sind weiß. Der Daumen (Pollex) der Vorderfüße besitzt eine große stumpfe Klaue. Der Schwanz ist kurz, die Oberseite ist sandfarben und die Unterseite weiß. Vom Gelblemming (Eolagurus luteus) unterscheidet sich der Przewalski-Lemming vor allem durch die weiße Bauchfarbe während diese beim Gelblemming gelb ist. Die Daumenklaue des Gelblemmings ist zudem kleiner und spitz.
Der Schädel entspricht dem des Gelblemmings und unterscheidet sich von diesem vor allem die größeren Paukenblasen, die sehr weit nach vorn reichen, sowie durch die Form des Warzenfortsatz (Processus mastoideus).

## Verbreitung
Der Przewalski-Lemming kommt im Norden Chinas im nördlichen Qinghai und Gansu sowie der Inneren Mongolei sowie in der Mongolei vor.

## Lebensweise
Der Przewalski-Lemming lebt in Bergwiesen und in Flussbereichen. Er ist tagaktiv und ernährt sich herbivor von Gräsern, Wurzeln, Knollen und Samen. Der Bau ist komplex mit drei bis sieben Ausgängen und er enthält bis zu drei Nahrungsspeicher und drei Nestkammern je Tunnelsystem, hinzu kommen weitere größere, nicht spezifisch genutzte Kammern. Die Fortpflanzung findet zwischen Mai und August statt und die Weibchen können in einem Jahr drei Würfe haben, die aus jeweils drei bis acht Jungtieren bestehen.

## Systematik
Der Przewalski-Lemming wird als eigenständige Art innerhalb der Gattung Eolagurus eingeordnet, die aus zwei Arten besteht. Die wissenschaftliche Erstbeschreibung der Art stammt von dem deutsch-russischen Naturforscher Eugen Büchner, der die Art 1889 anhand von Individuen aus dem Qaidam-Becken in Qinghai beschrieb.

## Status, Bedrohung und Schutz
Der Przewalski-Lemming wird von der International Union for Conservation of Nature and Natural Resources (IUCN) aufgrund der angenommen hohen Bestandszahlen und des relativ großen Verbreitungsgebietes mit dem Vorkommen in mehreren Schutzgebieten als nicht gefährdet (Least concern) eingeordnet. Risiken für die Gesamtbestände der Art sind nicht bekannt.